# Luçay-le-Libre
Luçay-le-Libre é uma comuna francesa na região administrativa do Centro, no departamento Indre. Estende-se por uma área de 11,33 km². Em 2010 a comuna tinha 103 habitantes (densidade: 9,1 hab./km²).